# Cour des Fermes
La cour des Fermes est une voie publique du quartier des Halles dans le 1er arrondissement de Paris, en France.

## Situation
Orientée globalement est-ouest et parallèle à la rue Coquillière, au nord, et à la rue du Colonel-Driant, au sud, la cour des Fermes est constituée d'un ensemble d'immeubles articulé autour d'une place centrale. Celle-ci est traversée par un passage qui débute au 15, rue du Louvre et se termine au 22, rue du Bouloi.
|                                                                                                 |  |  |
| À gauche, l'entrée avec atlantes, côté rue du Louvre et, à droite, l'entrée côté rue du Bouloi. |  |  |

## Origine du nom

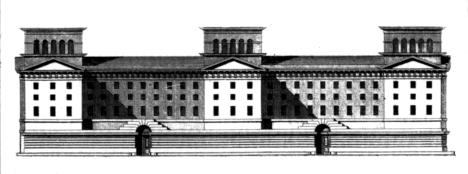
Claude-Nicolas Ledoux : Siège de la Ferme générale rue du Bouloi, projet d'élévation (1785).

La cour tire son nom de l'hôtel des Fermes, ainsi nommé à partir de 1756 lorsque la Ferme générale y établit son siège et ses bureaux. Cette compagnie chargée de la collecte des impôts sous l'Ancien Régime a occupé les lieux à partir de la fin du XVIIIe siècle. En 1781, il y avait là 250 000 employés ou « gapians ». La Ferme est convertie en Régie en 1785 puis supprimée en 1789.
Les hôtels du Roulage et des Fermes sont achetés par Claude-Henri de Rouvroy de Saint-Simon (1760-1825) qui les remplacent par un établissement qui porte son nom.

## Historique
Ce passage a été construit sur l'emplacement d'anciens hôtels particuliers. C'était anciennement l'hôtel de Jean de la Ferrières, vidame de Chartres, l'un des lieutenants de l'amiral de Coligny. Jeanne d'Albret, reine de Navarre, y mourut le 8 juin 1572, peu de jours avant le massacre de la Saint-Barthélemy.

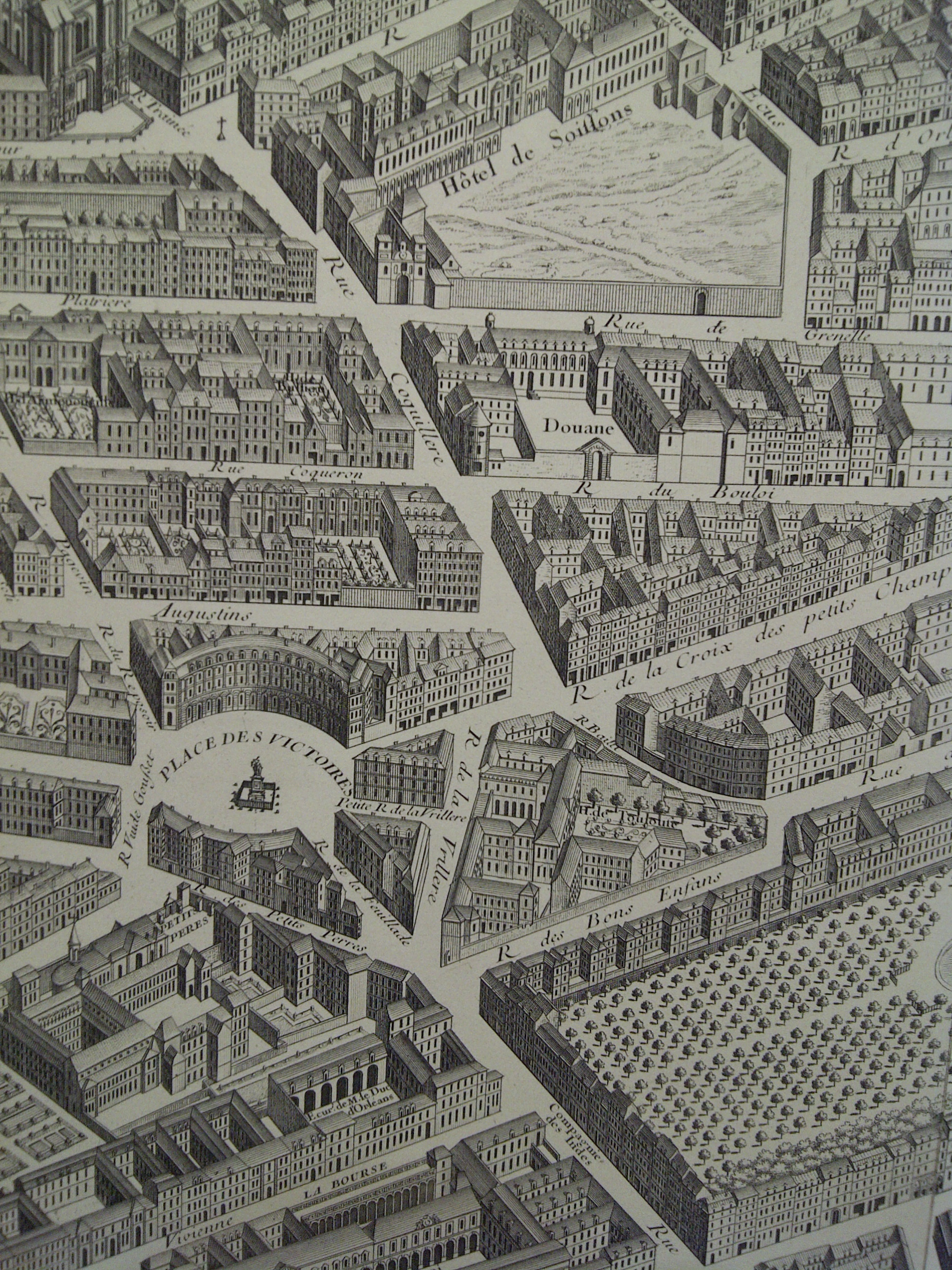
Les rues du Bouloi et de Grenelle, extrait du plan de Turgot (1734-1739).

Henri Sauval indique dans son ouvrage Histoire et recherches des antiquités de la ville de Paris, rédigé vers 1655-1665, qu'Isabelle Gaillard, femme du président à mortier René Baillet († 1579), seigneur de Sceaux, vendit, en 1573, deux maisons rue de Grenelle-Saint-Honoré à Françoise d'Orléans (1549-1601), veuve de Louis de Bourbon, premier prince de Condé. Cette demeure prit alors le nom « hôtel de Condé », puis « hôtel de Soissons » lorsqu'elle passa, à la mort de la duchesse, à son fils Charles de Bourbon (1566-1612), comte de Soissons et de Dreux.
En 1605, cette propriété fut vendue à Henri de Bourbon (1573-1608), duc de Montpensier. Sa veuve, Henriette de Joyeuse (1585-1656), remariée en 1611 en secondes noces avec le duc de Guise (1571-1640), revendit l'« hôtel de Montpensier » en 1612 à Roger II de Saint-Lary (1562/1563-1646), grand écuyer de France (1605) (duc de Bellegarde en 1619/1620). 
Pierre Séguier (1588-1672), futur chancelier de France fit, en 1633, l'acquisition de cette superbe demeure, qui devint, après la mort du cardinal de Richelieu (1642), l'asile des muses. Là s'assemblèrent les Racan, les Sarrazin et tous les beaux esprits de l'époque.
La Ferme générale y installe son siège en 1757. Un projet d'agrandissement avorte. Plus tard, après la disparition de la Régie des fermes, la cour fut occupée par les Messageries Laffitte et Gaillard, par la salle de spectacles d'Olivier, par le théâtre Comte en 1820, par l'imprimerie Paul Dupont et Les Petites Affiches.
C'est ici que Hippolyte Triat ouvrit son dernier gymnase, actif de 1873 à 1879.

## Bâtiments remarquables et lieux de mémoire
- Fontaine de la cour du 15 rue du Louvre

## Pour approfondir